# Ich gab Dir mein Herz, Geliebter
Ich gab Dir mein Herz, Geliebter (Hindi हम दिल दे चुके सनम ‚Ich habe mein Herz verschenkt‘; Alternativtitel Straight From the Heart) ist ein Bollywood-Film, der in Indien 1999 erschienen ist. In Deutschland wurde er zum ersten Mal bei der Berlinale 2000 unter dem Titel Straight From the Heart vorgeführt.

## Handlung
Der junge italienische Musiker Sameer, dessen Mutter Inderin ist, fährt nach Indien, um beim berühmten Musiklehrer Pundit Darbar klassischen Gesangsunterricht zu nehmen. Darbar nimmt ihn in seinem in der Wüste gelegenen Palast auf und ist mit dem talentierten Lehrling sehr zufrieden. Als Bezahlung verlangt der Lehrer nicht viel – Sameer muss jederzeit bereit sein, einen einzigen Wunsch von Darbar zu erfüllen.
Probleme treten auf, als Sameer sich in die schöne Nandini – die Tochter von Darbar – verliebt. Nandinis Vater wünscht keinen Ausländer in seiner traditionsbewussten Familie, außerdem ist er von Sameers Verhalten sehr enttäuscht, in seinem strengen Haus wird kein heimlicher Flirt toleriert. Nun muss Sameer den Unterricht bezahlen – Darbar bittet ihn das Haus zu verlassen und keinen Kontakt mehr mit Nandini aufzunehmen. Seine Tochter verheiratet er schnell mit dem  Anwalt Vanraj, der aus einem guten Haus kommt. Sameer weiß nichts davon und schickt Nandini einen Brief nach dem anderen in ihr Elternhaus, doch sie werden ihr zu spät übergeben – Sameer ist bereits nach Italien zurückgekehrt. Als Vanraj die Briefe entdeckt, beschließt er, Nandini zu Sameer zu bringen, weil er sie sehr liebt und sie nicht unglücklich sehen will. So kommen sie zusammen nach Italien, wo ihnen eine lange Suche nach Sameer bevorsteht.

## Entstehung
| Figur                     | Darsteller       | Deutscher Sprecher       |
| ------------------------- | ---------------- | ------------------------ |
| Vanraj                    | Ajay Devgan      | Peter Flechtner          |
| Sameer Rafilini           | Salman Khan      | Ole Pfennig              |
| Nandini                   | Aishwarya Rai    | Giuliana Jakobeit        |
| Pundit Darbar             | Vikram Gokhale   | Bodo Wolf                |
| Amrita                    | Smita Jaykar     | Rita Engelmann           |
| Sameers Mutter            | Helen Richardson | Regina Lemnitz           |
| Vikramjeet, Vanrajs Vater | Rajeev Verma     | Frank Glaubrecht         |
| Sanjukta                  | Divya Jagdale    | Christin Marquitan       |
| Anupama                   | Sheeba Chaddha   | Claudia Urbschat-Mingues |
| Barkeeper                 | Péter Pálfai     | Michael Pan              |
| Kellner                   | Balázs Görgényl  | Santiago Ziesmer         |
| Diebin                    |                  | Julia Meynen             |

Nach Khamoshi: The Musical suchte Sanjay Leela Bhansali nach einem neuen Filmkonzept. Ein Gujarat-Fan namens Pratap Karvat fing an, ihn am Telefon zu belästigen, und behauptete, eine interessante Geschichte für ihn zu haben. Bhansali wies ihn zurück, bis Pratap ihn zwang, sich die Geschichte anzuhören. Sie gefiel Bhansali so gut, dass er Pratap am nächsten Tag traf. Sameers merkwürdige Gewohnheit mit dem Himmel als seinen gestorbenen Vater zu reden, übernahm Bhansali aus seiner eigenen Kindheit.
Die Rolle von Nandini wurde zuerst Kareena Kapoor angeboten. Alle Szenen, die in Italien gespielt werden sollten, wurden in Budapest (Ungarn) gedreht, man sieht einen ungarischen Volkstanz, und alle Einheimischen sprechen Ungarisch. Bei den Dreharbeiten begann eine dreijährige Liebesbeziehung zwischen Salman Khan und Aishwarya Rai. Sanjay Leela Bhansali und Ismail Darbar schrieben zwei Jahre lang die Filmmusik.

## Auszeichnungen
Awards of the International Indian Film Academy 2000
- Award for Artistic Excellence/Actress in a Leading Role – Aishwarya Rai
- Award for Artistic Excellence/Best Picture
- Award for Artistic Excellence/Best Story – Pratap Karvat, Sanjay Leela Bhansali
- Award for Artistic Excellence/Direction – Sanjay Leela Bhansali
- Award for Artistic Excellence/Male Playback Singer – Udit Narayan für den Song „Chand Chupa“
- Award for Technical Excellence/Best Choreography – Saroj Khan für den Song „Nimbooda“
- Award for Technical Excellence/Best Cinematography – Anil Mehta
- Award for Technical Excellence/Best Dialogue – Amrik Gill
- Award for Technical Excellence/Best Screenplay – Sanjay Leela Bhansali
- Award for Technical Excellence/Best Sound Re-Recording – Suresh Kathuria
- Award for Technical Excellence/Best Sound Recording – Jitendra Chaudhary

Sieben Nominierungen bei Filmfare Awards 2000, gewonnen sind:
- Filmfare Award/Beste Hauptdarstellerin – Aishwarya Rai
- Filmfare Award/Best Background Score – Anjan Biswas
- Filmfare Award/Beste Regie – Sanjay Leela Bhansali
- Filmfare Award/Bester Film
- Filmfare Award/Bester Playbacksänger – Udit Narayan für den Song „Chand Chupa“

National Film Awards 2000, India
- National Film Award/Beste Choreografie – Sameer Tanna, Arsh Tanna für den Song „Dholi taro dhol baaje“

Screen Weekly Awards 2000
- Screen/Best Actress – Aishwarya Rai
- Screen/Best Director – Sanjay Leela Bhansali
- Screen/Best Film

Zee Cine Awards 2000
- Popular Award/Best Actress – Aishwarya Rai
- Popular Award/Best Director – Sanjay Leela Bhansali
- Popular Award/Best Film
- Popular Award/Best Playback Singer Female – Kavita Krishnamurti für den Song „Nimbooda Nimbooda“
- Popular Award/Best Playback Singer Male – Udit Narayan für den Song „Chand Chupa Badal Mein“
- Popular Award/Best Story – Sanjay Leela Bhansali, Pratap Karvat